# بک‌لش (۲۰۲۳)
بک‌لش (به انگلیسی: Backlash) یک رویداد غیر رایگان (Pay-Per-View) در کشتی حرفه‌ای است که توسط کمپانی دبلیودبلیوئی و برای هر دو برند راو و اسمک‌داون تهیه می‌شود و این دوره‌اش هم در ۶ مه ۲۰۲۳ در مجموعه ورزشی خوزه میگل آگرلوت کولیسیوم در شهر سان خوآن در کشور پورتوریکو برگزار شد. این هجدهمین رویداد با نام بک‌لش بود.

## زمینه‌سازی
بکلش شامل مسابقاتی بین دشمنی‌های موجود، ماجراهای پیش آمده و استوری‌هایی خواهد بود که پیش از این در برنامه‌های را و اسمَک‌دَون پخش شده بود. کشتی‌گیرها با توجه به مسابقات یا سری اتفاقاتی که برایشان رخ می‌دهد و تنش را به حداکثر می‌رساند، نقش منفی یا قهرمان به خود می‌گیرند و در این رویداد به مسابقه و رقابت می‌پردازند.

## نتایج
| #                                                     | نتایج | نوع مسابقه                                                    | مدت زمان |
| ----------------------------------------------------- | --- | ------------------------------------------------------------- | -------- |
| ۱                                                     | بیانکا بلر (c) پیروز در مقابل آیو اسکای                                                                      | مسابقه تک نفره برای قهرمانی کمربند زنان راو دبلیودبلیوئی      | ۱۸:۰۰    |
| ۲                                                     | ست رالینز پیروز در مقابل اوماس (با همراهی ام وی پی)                                                          | مسابقه تک نفره                                                | ۱۰:۳۰    |
| ۳                                                     | آستین تئوری (c) پیروز در مقابل بابی لشلی و برانسون رید                                                       | مسابقه سه نفره برای قهرمانی کمربند ایالات متحده دبلیودبلیوئی  | ۶:۵۰     |
| ۴                                                     | ریا ریپلی (c) پیروز در مقابل زلینا وگا                                                                       | مسابقه تک نفره برای قهرمانی کمربند زنان اسمک‌داون دبلیودبلیوئی | ۷:۱۰     |
| ۵                                                     | بد بانی پیروز در مقابل دیمین پریست                                                                           | مسابقه استریت فایت                                            | ۲۵:۰۰    |
| ۶                                                     | بلادلاین (سولو سیکوا، جی اوسو و جیمی اوسو) (با همراهی پاول هیمن) پیروز در مقابل مت ریدل، سمی زین و کوین اونز | مسابقه تگ تیم شش نفره                                         | ۲۲:۰۰    |
| ۷                                                     | کودی رودز پیروز در مقابل براک لزنر                                                                           | مسابقه تک نفره                                                | ۹:۴۰     |
| - (c) – نشان‌دهنده قهرمان(هایی) است که به میدان می‌روند | |                                                               |          |